# Snooker-Saison 1996/97
In der Snooker-Saison 1996/1997 wurden 21 Snooker-Profiturniere ausgetragen: zehn Weltranglistenturniere, acht Einladungsturniere, drei Non-Ranking-Turniere.
Erstmals begann eine Snooker-Saison in Asien, diesmal am 9. September 1996 mit den Asian Classic, wie die Thailand Classic des Vorjahres sich jetzt nannten. Außerdem versuchte man, den World Cup als Mannschaftsturnier nach sechsjähriger Pause wiederzubeleben.
Das WM-Finale am 5. Mai 1997 gewann mit Ken Doherty zum ersten Mal überhaupt ein Ire. Er beendete damit die Serie von Stephen Hendry, der die fünf Weltmeistertitel zuvor gewonnen hatte. Der schottische Weltranglistenerste war aber mit fünf Titeln und zwei weiteren Finalteilnahmen mit Abstand der erfolgreichste Spieler der Saison. Das Pontins Professional im Juni 1997 beendete die Saison.

## Saisonergebnisse
Die folgende Tabelle zeigt die Saisonergebnisse.
| Datum                              | Turnier                        | Austragungsort | Art                   | Sieger            | Finalgegner       | Ergebnis |
| 9. bis 15. September 1996          | Asian Classic                  | Bangkok        | Weltranglistenturnier | Ronnie O’Sullivan | Brian Morgan      | 9:8      |
| 24. bis 29. September 1996         | Scottish Masters               | Motherwell     | Einladungsturnier     | Peter Ebdon       | Alan McManus      | 9:6      |
| 5. bis 14. Oktober 1996            | Benson and Hedges Championship | Edinburgh      | Non-Ranking-Turnier   | Brian Morgan      | Drew Henry        | 9:6      |
| 8. bis 13. Oktober 1996            | Malta Grand Prix               | Marsaskala     | Einladungsturnier     | Nigel Bond        | Tony Drago        | 7:3      |
| 16. bis 27. Oktober 1996           | Grand Prix                     | Bournemouth    | Weltranglistenturnier | Mark Williams     | Euan Henderson    | 9:5      |
| 29. Oktober bis 10. November 1996  | World Cup                      | Bangkok        | Einladungsturnier     | Schottland        | Irland            | 10:7     |
| November 1996                      | Merseyside Professional        | Liverpool      | Non-Ranking-Turnier   | David Gray        | Paul Sweeny       | 5:2      |
| 15. November bis 1. Dezember 1996  | UK Championship                | Preston        | Weltranglistenturnier | Stephen Hendry    | John Higgins      | 10:9     |
| 9. bis 15. Dezember 1996           | German Open                    | Osnabrück      | Weltranglistenturnier | Ronnie O’Sullivan | Alain Robidoux    | 9:7      |
| 28. Dezember 1996 bis 18. Mai 1997 | European League                | vers.          | Einladungsturnier     | Ronnie O’Sullivan | Stephen Hendry    | 10:8     |
| 2. bis 5. Januar 1997              | Charity Challenge              | Birmingham     | Einladungsturnier     | Stephen Hendry    | Ronnie O’Sullivan | 9:8      |
| 24. Januar bis 1. Februar 1997     | Welsh Open                     | Newport        | Weltranglistenturnier | Stephen Hendry    | Mark King         | 9:2      |
| 2. bis 9. Februar 1997             | Masters                        | Wembley        | Einladungsturnier     | Steve Davis       | Ronnie O’Sullivan | 10:8     |
| 13. bis 22. Februar 1997           | International Open             | Aberdeen       | Weltranglistenturnier | Stephen Hendry    | Tony Drago        | 9:1      |
| 23. Februar bis 2. März 1997       | European Open                  | Valletta       | Weltranglistenturnier | John Higgins      | John Parrott      | 9:5      |
| März 1997                          | Seniors Pot Black              | Chichester     | Einladungsturnier     | Joe Johnson       | Terry Griffiths   | 2:0      |
| 10. bis 16. März 1997              | Thailand Open                  | Bangkok        | Weltranglistenturnier | Peter Ebdon       | Nigel Bond        | 9:6      |
| 18. bis 23. März 1997              | Irish Masters                  | Dublin         | Einladungsturnier     | Stephen Hendry    | Darren Morgan     | 9:8      |
| 27. März bis 5. April 1997         | British Open                   | Plymouth       | Weltranglistenturnier | Mark Williams     | Stephen Hendry    | 9:2      |
| 19. April bis 5. Mai 1997          | Snookerweltmeisterschaft       | Sheffield      | Weltranglistenturnier | Ken Doherty       | Stephen Hendry    | 18:12    |
| Juni 1997                          | Pontins Professional           | Prestatyn      | Non-Ranking-Turnier   | Martin Clark      | Andy Hicks        | 9:7      |

## Weltrangliste
Die Snookerweltrangliste wird nur nach jeder vollen Saison aktualisiert und berücksichtigt die Leistung der vergangenen zwei Saisons. Die folgende Tabelle zeigt die 32 besten Spieler der Weltrangliste der Saison 1996/97; beruht also auf den Ergebnissen der Saisons 94/95 und 95/96. In den Klammern wird jeweils die Vorjahresplatzierung angegeben.
| Platz 1 – 8 | Platz 1 – 8           | Platz 9 – 16 | Platz 9 – 16        | Platz 17 – 24 | Platz 17 – 24         | Platz 25 – 32 | Platz 25 – 32       |
| ----------- | --------------------- | ------------ | ------------------- | ------------- | --------------------- | ------------- | ------------------- |
| 1           | Stephen Hendry (1)    | 9            | Darren Morgan (8)   | 17            | Joe Swail (19)        | 25            | Willie Thorne (25)  |
| 2           | John Higgins (11)     | 10           | Steve Davis (2)     | 18            | Andy Hicks (17)       | 26            | Dennis Taylor (32)  |
| 3           | Peter Ebdon (10)      | 11           | Dave Harold (13)    | 19            | Gary Wilkinson (23)   | 27            | Dene O’Kane (18)    |
| 4           | John Parrott (4)      | 12           | James Wattana (5)   | 20            | Rod Lawler (40)       | 28            | Dave Finbow (47)    |
| 5           | Nigel Bond (12)       | 13           | Jimmy White (7)     | 21            | Neal Foulds (28)      | 29            | Jason Ferguson (29) |
| 6           | Alan McManus (6)      | 14           | Alain Robidoux (20) | 22            | Anthony Hamilton (31) | 30            | Chris Small (62)    |
| 7           | Ken Doherty (9)       | 15           | Tony Drago (14)     | 23            | Terry Griffiths (15)  | 31            | Stephen Lee (37)    |
| 8           | Ronnie O’Sullivan (3) | 16           | Mark Williams (39)  | 24            | Steve James (26)      | 32            | Mick Price (21)     |